# Sid Tanenbaum
Sidney Harold "Sid" Tanenbaum (Brooklyn, Nueva York, 8 de octubre de 1925-Queens, Nueva York, 4 de septiembre de 1986) fue un jugador y entrenador de baloncesto estadounidense que disputó dos temporadas en la BAA, además de jugar en la ABL. Con 1,83 metros de estatura, jugaba en la posición de base.

## Trayectoria deportiva

### Universidad
Jugó durante tres temporadas con los Violets de la Universidad de Nueva York, donde acabó como máximo anotador histórico de la universidad, con 992 puntos. En sus dos últimas temporadas fue galardonado con el Premio Haggerty que se concede al mejor baloncestista universitario del área metropolitana de Nueva York. En ambas temporadas fue incluido además en el primer equipo consensuado All-American.

### Profesional
Comenzó su andadura profesional en la ABL, donde disputó 10 partidos en los que promedió 20,1 puntos, hasta que fue fichado por los New York Knicks de la BAA. En su primera temporada en el equipo fue uno de los jugadores más destacados, promediando 10,1 puntos y 1,5 asistencias por partido.
Mediada la temporada 1948-49 fue traspasado junto con Tommy Byrnes a los Baltimore Bullets a cambio de Connie Simmons. Allí acabó la temporada promediando 9,6 puntos y 3,9 asistencias por partido.

#### Estadísticas en la BAA

##### Temporada regular
| Temporada | Edad | Equipo            | Liga | P  | TIT | MIN | TC  | TCA  | %TC  | 3P | 3PA | %3P | TL  | TLA | %TL  | R.OF. | R.DEF. | REB | ASIS | ROB | TAP | PER | FP  | PTS  |
| 1947-48   | 22   | New York Knicks   | BAA  | 24 |     |     | 3.8 | 15.0 | .250 |    |     |     | 2.6 | 3.1 | .838 |       |        |     | 1.5  |     |     |     | 1.4 | 10.1 |
| 1948-49   | 23   | TOTAL             | BAA  | 46 |     |     | 3.2 | 10.9 | .291 |    |     |     | 2.2 | 2.6 | .825 |       |        |     | 2.7  |     |     |     | 1.6 | 8.5  |
| 1948-49   | 23   | New York Knicks   | BAA  | 32 |     |     | 3.0 | 10.6 | .283 |    |     |     | 2.0 | 2.4 | .844 |       |        |     | 2.2  |     |     |     | 1.7 | 8.0  |
| 1948-49   | 23   | Baltimore Bullets | BAA  | 14 |     |     | 3.6 | 11.6 | .309 |    |     |     | 2.4 | 3.1 | .791 |       |        |     | 3.9  |     |     |     | 1.5 | 9.6  |
| Total     |      |                   | BAA  | 70 |     |     | 3.4 | 12.3 | .274 |    |     |     | 2.3 | 2.8 | .830 |       |        |     | 2.3  |     |     |     | 1.5 | 9.0  |

##### Playoffs
| Temporada | Edad | Equipo            | Liga | P | MIN | TCA | TC | 3PA | 3P | TLA | TL | R.OF. | REB | ASIS | ROB | TAP | PER | FP | PTS | %TC  | %3P | %FT   | MIN | PTS  | REB | AST |
| 1947-48   | 22   | New York Knicks   | BAA  | 3 |     | 11  | 33 |     |    | 8   | 11 |       |     | 4    |     |     |     | 8  | 30  | .333 |     | .727  |     | 10.0 |     | 1.3 |
| 1948-49   | 23   | Baltimore Bullets | BAA  | 3 |     | 6   | 29 |     |    | 5   | 5  |       |     | 10   |     |     |     | 5  | 17  | .207 |     | 1.000 |     | 5.7  |     | 3.3 |
| Total     |      |                   | BAA  | 6 |     | 17  | 62 |     |    | 13  | 16 |       |     | 14   |     |     |     | 13 | 47  | .274 |     | .813  |     | 7.8  |     | 2.3 |

## Fallecimiento
Tanenbaum fue asesinado a puñaladas en la tienda de estampación de metal que poseía en Far Rockaway, Queens, el 4 de septiembre de 1986, cuando contaba con 60 años de edad. Al parecer fue muerto por una mujer indigente a la que solía ayudar de vez en cuando prestándole dinero.